# Stephania intermedia
Stephania intermedia är en tvåhjärtbladig växtart som beskrevs av Hsien Shui Lo. Stephania intermedia ingår i släktet Stephania och familjen Menispermaceae. Inga underarter finns listade i Catalogue of Life.